# Maurizio Costanzo
Maurizio Costanzo (Roma, 28 de agosto de 1938-Ibidem, 24 de febrero de 2023) fue un periodista, presentador de televisión, libretista y guionista de cine y teatro italiano. Era el padre del director de cine Saverio Costanzo.

## Biografía

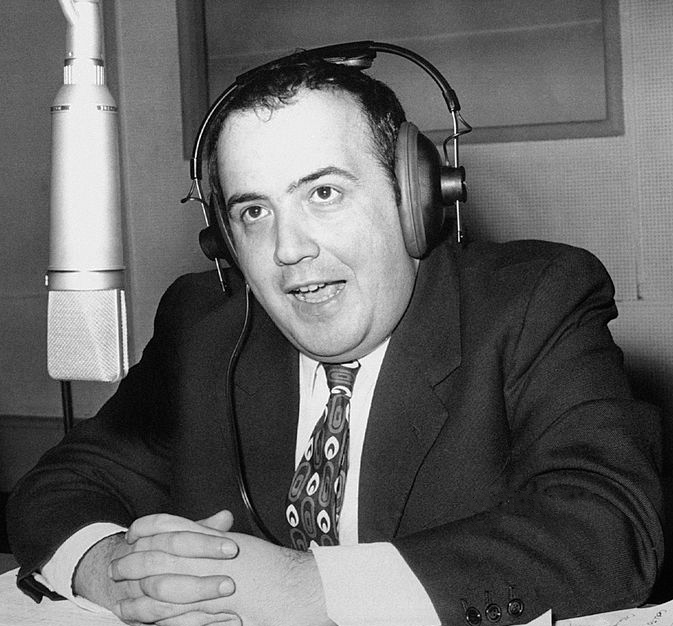
Maurizio Costanzo en 1972

Desde 2011 colaboró con Radio Manà Manà.

## Guiones
- 1968 - A qualsiasi prezzo, de Emilio P. Miraglia
- 1969 - I quattro del pater noster, de Ruggero Deodato
- 1969 - Il giovane normale, de Dino Risi
- 1970 - Cerca di capirmi, de Mariano Laurenti
- 1976 - Al piacere di rivederla, de Marco Leto
- 1976 - Bordella, de Pupi Avati
- 1976 - La casa dalle finestre che ridono,de Pupi Avati
- 1977 - L'altra metà del cielo, de Franco Rossi
- 1977 - Una giornata particolare, de Ettore Scola
- 1977 - Tutti defunti... tranne i morti, de Pupi Avati
- 1978 - Melodrammore, de Maurizio Costanzo
- 1978 - Jazz band - Film TV, de Pupi Avati
- 1979 - Cinema!!! - Film TV, de Pupi Avati
- 1983 - Zeder, de Pupi Avati
- 2003 - Per sempre, de Alessandro Di Robilant
- 2005 - Troppo belli, de Ugo Fabrizio Giordani
- 2007 - Voce del verbo amore, de Andrea Manni

## Carrera académica
A partir de 2011 enseñó en la Universidad Nicolás de Cusa (Facultad de Educación).